# Mogress
Mogress (franska: Mogress (CR), Mogress (Commune Rurale), arabiska: متوح) är en kommun i Marocko.   Den ligger i provinsen El Jadida och regionen Casablanca-Settat, i den norra delen av landet, 190 km sydväst om huvudstaden Rabat. Antalet invånare är 15 050.